# Chung Nam-sik
Chung Nam-sik (kor. 정 남식, ur. 16 lutego 1917 w Gimje, zm. 5 kwietnia 2005) – południowokoreański piłkarz i trener, występujący podczas kariery na pozycji napastnika.

## Kariera klubowa
Chung podczas kariery piłkarskiej występował w Busong College, Joseon Industries FC, Joseon Textile FC i Defense Security Command.

## Kariera reprezentacyjna
W reprezentacji Korei Południowej Chung występował w latach 1946-1954. W 1948 wziął udział w igrzyskach olimpijskich. Na turnieju w Londynie wystąpił w wygranym 5-3 meczu z Meksykiem oraz przegranym 0-12 meczu ćwierćfinałowym ze Szwecją.
W 1954 zdobył srebrny medal igrzysk azjatyckich. W tym samym roku został powołany do kadry na mistrzostwa świata. Na mundialu w Szwajcarii wystąpił w przegranym 0-9 meczu z Węgrami.

## Kariera trenerska
Po zakończeniu kariery piłkarskiej Chung został trenerem. W latach 1959 i 1965-1966 prowadził reprezentację Korei Południowej.